# Cee Lo Green
Томас ДеКарло Коллеуей (англ. Thomas DeCarlo Callaway; *30 травня 1974, Атланта) — американський співак, репер, автор пісень і продюсер, відоміший під своїм сценічним ім'ям Cee Lo Green чи просто Cee Lo. Здобув славу як учасник хіп-хоп гурту Goodie Mob, пізніше став виступати соло. Разом з американським ді-джеєм і продюсером Danger Mouse створив гурт Gnarls Barkley.
Найвідоміші сингли — «Closet Freak» (2002); «I'll Be Around» (2003); «Crazy» (2006), створений Gnarls Barkley; «Fuck You!» (2010)

## Ранні роки
Томас народився в Атланті. Навчався у відомій атлантській старшій школе ім. Бенджаміна Мейза. Обоє батьків Томаса були баптистськими священиками, тому перший музичний досвід він отримав у церковному хорі. Батько помер, коли дитині було 2 роки. Коли Томасу було 16, його мати, Шейла Дж. Тайлер-Коллеуей, потрапила в автокатастрофу та була паралізована. Вона померла через 2 роки, в 1992, коли її вісімнадцятирічний син тільки почав музичну кар'єру в Goodie Mob. За рік до цього брат Томаса — Елайз переїхав до Канади.
Смерть матері повалила Cee Lo в депресію, що відобразилось в багатьох його піснях протягом усієї музичної кар'єры. Серед них: «Free» Goodie Mob'у, «She Knows», «A Little Better». Особливо сильно Cee Lo виражає любов до своєї матері в пісні «Guess Who» з альбому Goodie Mob «Soul Food»
Cee Lo описує себе в юності як «головоріза». У віці 10 років одним з його хобі було катування бродячих тварин. Під час навчання в старшій школі він нерідко займався нападами на бездомних і пограбуванням перехожих. Зараз він говорить про ті часи з сумною усмішкою: «Я був просто маніяком».

## Goodie Mob
Разом з реперами Big Gipp, Т-Мо и Khujo, Cee Lo Green був учасником хіп-хоп гурту Goodie Mob з Атланти. При цьому Томас був наймолодшим з четвірки. В 1999 році під час створення альбому «World Party», Cee Lo покинув гурт, щоб почати сольну кар'єру з лейблом Arista Records, тоді як Goodie Mob продовжили працювати з Koch Records. Cee Lo та Goodie Mob продовжували співпрацювати, однак наступний альбом гурту, здавалось, дразнив Томаса своєю назвою: «One Monkey Don't Stop No Show». Гурт прямо висловився, що це більш ніж простий удар по Arista Records і музичній індустрії в цілому.
У 2005 році Cee Lo та Big Gipp відмітили в інтерв'ю, що співак і його колишній гурт знову в добрих відносинах і навіть разом працюють над новим альбомом. Однак, ні назви альбому, ні дати його виходу названо не було. Проте в цьому ж році стало відомо, про який проєкт говорили музиканти. Пісня «Hold On», написана Big Boi'єм для альбому Purple Ribbon All-Stars (об'єднання реп і хіп-хоп виконавців південних штатів США) «Got Purp? Vol 2» була першою записаною Goodie Mob з усіма чотирма учасниками піснею з часів альбому «World Party».

## Сольна кар'єра
Кар'єра Cee Lo в Arista Records була недовгою. Вона закінчилась вже після двох альбомів через низькі продажі. Перший альбом «Cee-Lo Green and His Perfect Imperfections» (2002) був у дусі багатьох інших релізів Dungeon Family (до якої належав і Goodie Mob), з відсиланнями до південного соулу, джазу та фанку, однак він вже виявив відхилення від стилю колишнього гурту та ріст Cee Lo як соліста. Всі композиції були написані суто ним. Альбом продавався слабко, але приніс автору деяку популярність завдяки синглу «Closet Freak».
Другий альбом «Cee-Lo Green… Is the Soul Machine» (2004) привніс ширший звуковий спектр і глибше занурення до південного репу. Свідчення тому — співпраця з Ludacris, T.I., Pharrell, Timbaland, The Neptunes і Jazze Pha. Цей альбом показав заглиблення Cee Lo до інших музичних стилів окрім традиційного репу. Timbaland спробував стати продюсером Cee Lo після того як їхній сингл «I'll Be Around» мав помірний успіх. «The One» з Jazze Pha і T.I. також вийшов як сингл. На хвилі успіху, Arista випустили колекцію з 17 найкращих хітів Cee Lo Green'а: «Closet Freak: The Best of Cee-Lo Green the Soul Machine». Туди були включені, переважно, сольні пісні Cee Lo, а також декілька композицій Goodie Mob.
19 серпня 2010 року Cee Lo Green представив сингл «Fuck You!» на відеохостинзі YouTube замість запланованого релізу разом з новим альбомом. Менш ніж за тиждень його переглянули більш ніж два мільйони людей, пісня миттєво стала хітом. За два тижні був представлений офіційний кліп. 9 листопада Elektra Records випустили сам альбом — «The Lady Killer». 1 грудня 2010 року Cee Lo Green отримав 5 номінацій на премію «Греммі» за пісню «Fuck You!».

## Gnarls Barkley
З ді-джеєм Danger Mouse (Браян Бертон) Cee Lo Green познайомився, коли той став другим на конкурсі талантів в Університеті Джорджії в 1998. Після концерту Бертон дав Cee Lo інструментальний демо-запис і попросив зателефонувати йому, якщо він зацікавиться. Вони не контактували до тих пір, поки Cee Lo не запропонували взяти участь в реміксі пісні Danger Mouse та Jemini «What U Sittin' On?». Вони знову працювали разом в 2005 над альбомом Danger Mouse та MF Doom «The Mouse and The Mask» над піснею «Benzi Box» де Cee Lo виконав приспів.
Їхній перший спільний альбом, «St. Elsewhere», вийшов 24 квітня 2006 у Великій Британії та 2 квітня 2006 в США. «St. Elsewhere» став № 1 у чартах Сполученого Королівства, так само як їхній перший сингл «Crazy». «Crazy» став першим синглом, який піднявся на перший рядок британських чартів, тільки на основі продажів цифрових версій. Альбом до сих пір є найприбутковішим для Cee Lo Green'а, всього в США було продано 3 мільйона копій. Другий альбом Gnarls Barkley, названий «The Odd Couple», вийшов в березні 2008.

## Майбутні проєкти
Зараз Cee Lo Green працює разом з продюсером Jazze Pha над альбомом під назвою «Happy Hour». Пісні «Happy Hour», «Man of the Hour» и «Disco Bitch» (разом з The Pussycat Dolls), котрі увійдуть до альбому, вже вийшли як сингли. Jazze Pha створив безліч хітів з багатьма артистами, але цей альбом — його дебют як репера та співака. Разом з співпродюсером Cee Lo вони приблизно порівну беруть участь у виконанні та продюсуванні альбому.
Колишня учасниця групи The Pussycat Dolls, а наразі сольна співачка Мелоді Торнтон стверджує, що зараз працює з Cee Lo над новим сольним альбомом.
Також ходять чутки, що Cee Lo Green разом з лідером групи Red Hot Chilli Peppers й One Republic — Райаном Теддером зайнятий в роботі над альбомом британського ді-джея Пола Оукенфолда.

## Особисте життя
У 2000 році Cee Lo одружився з давньою подругою Крістіною Шантою Джонсон, але вже в 2005 пара розлучилась. В шлюбі в нього народився син Кінгстон. Окрім того, Cee Lo став прийомним батьком для двох дочок Крістіни: Сьєрри та Кели. 2010 року 20-річна Сьєрра народила сина, зробивши Cee Lo дідусем в 35 років. Цікаво, що Кінгсон вже почал свою музичну кар'єру, взявши участь в записі вступу до альбому «Cee-Lo Green… Is the Soul Machine».

## Кінематограф
В 1999 Cee Lo разом з іншими членами Goodie Mob знявся камео в комедії «Mystery Men», як учасник гурту Not So Goodie Mob. Окрім того, Cee Lo Green займався озвучкою персонажів у американських анімаційних телесеріалах, таких як Шоу Брака та Гетто.
Сингл Cee Lo «What Part of Forever» увійшов до саундтреку кінострічки Сутінки. Сага. Затемнення, що вийшов у 2010.

## Дискографія

### Студійні альбоми
| Назва                                                                      | Деталі                                                   | Найвищі позиції в чартах | Найвищі позиції в чартах | Найвищі позиції в чартах | Найвищі позиції в чартах | Найвищі позиції в чартах | Найвищі позиції в чартах | Сертифікація |
| Назва                                                                      | Деталі                                                   | US                       | US R&B                   | AUS                      | CAN                      | NL                       | UK                       | Сертифікація |
| -------------------------------------------------------------------------- | -------------------------------------------------------- | ------------------------ | ------------------------ | ------------------------ | ------------------------ | ------------------------ | ------------------------ | ------------ |
| Cee Lo Green and His Perfect Imperfections                                 | - Дата виходу: 2 квітня 2002 - Лейбл: Arista Records     | 11                       | 2                        | —                        | —                        | —                        | —                        |              |
| Cee-Lo Green… Is the Soul Machine                                          | - Дата виходу: 2 березня 2004 - Лейбл: Arista Records    | 13                       | 2                        | —                        | —                        | —                        | —                        |              |
| The Lady Killer                                                            | - Дата виходу: 9 листопада 2010 - Лейбл: Elektra Records | 9                        | 2                        | 24                       | 29                       | 43                       | 10                       | - UK: Золото |
| «—» позначає релізи, котрі не були в чартах чи не випускались в цій країні |                                                          |                          |                          |                          |                          |                          |                          |              |

### Сингли
| Рік                                                                        | Назва            | Найвища позиція в чартах | Найвища позиція в чартах | Найвища позиція в чартах | Найвища позиція в чартах | Найвища позиція в чартах | Найвища позиція в чартах | Найвища позиція в чартах | Найвища позиція в чартах | Найвища позиція в чартах | Найвища позиція в чартах | Сертифікація (Порог продажів) | Альбом                            |
| Рік                                                                        | Назва            | US                       | US R&B                   | US Pop                   | AUS                      | CAN                      | IRE                      | NL                       | NZ                       | SWE                      | UK                       | Сертифікація (Порог продажів) | Альбом                            |
| -------------------------------------------------------------------------- | ---------------- | ------------------------ | ------------------------ | ------------------------ | ------------------------ | ------------------------ | ------------------------ | ------------------------ | ------------------------ | ------------------------ | ------------------------ | ----------------------------- | --------------------------------- |
| 2004                                                                       | «I'll Be Around» | —                        | 52                       | —                        | —                        | —                        | —                        | —                        | —                        | —                        | —                        |                               | Cee-Lo Green… Is the Soul Machine |
| 2004                                                                       | «The One»        | —                        | 82                       | —                        | —                        | —                        | —                        | —                        | —                        | —                        | —                        |                               | Cee-Lo Green… Is the Soul Machine |
| 2010                                                                       | «Fuck You!»      | 9                        | 62                       | 18                       | 5                        | 11                       | 6                        | 1                        | 5                        | 6                        | 1                        | - CAN: Золото - DEN: Золото   | The Lady Killer                   |
| 2010                                                                       | «It's OK»        | —                        | —                        | —                        | —                        | —                        | —                        | —                        | —                        | —                        | 60                       |                               | The Lady Killer                   |
| «—» позначає релізи, котрі не були в чартах чи не випускались в цій країні |                  |                          |                          |                          |                          |                          |                          |                          |                          |                          |                          |                               |                                   |